# Rhineura floridana
Rhineura floridana är en masködla som beskrevs av Spencer Fullerton Baird 1858. Rhineura floridana är enda arten i släktet Rhineura samt i familjen Rhineuridae. IUCN kategoriserar arten globalt som livskraftig. Inga underarter finns listade i Catalogue of Life.
Arten förekommer i Florida (USA) samt i angränsande områden av Georgia. På södra delen av halvön som utgör en större del av Florida saknas denna masködla.